# Krechek

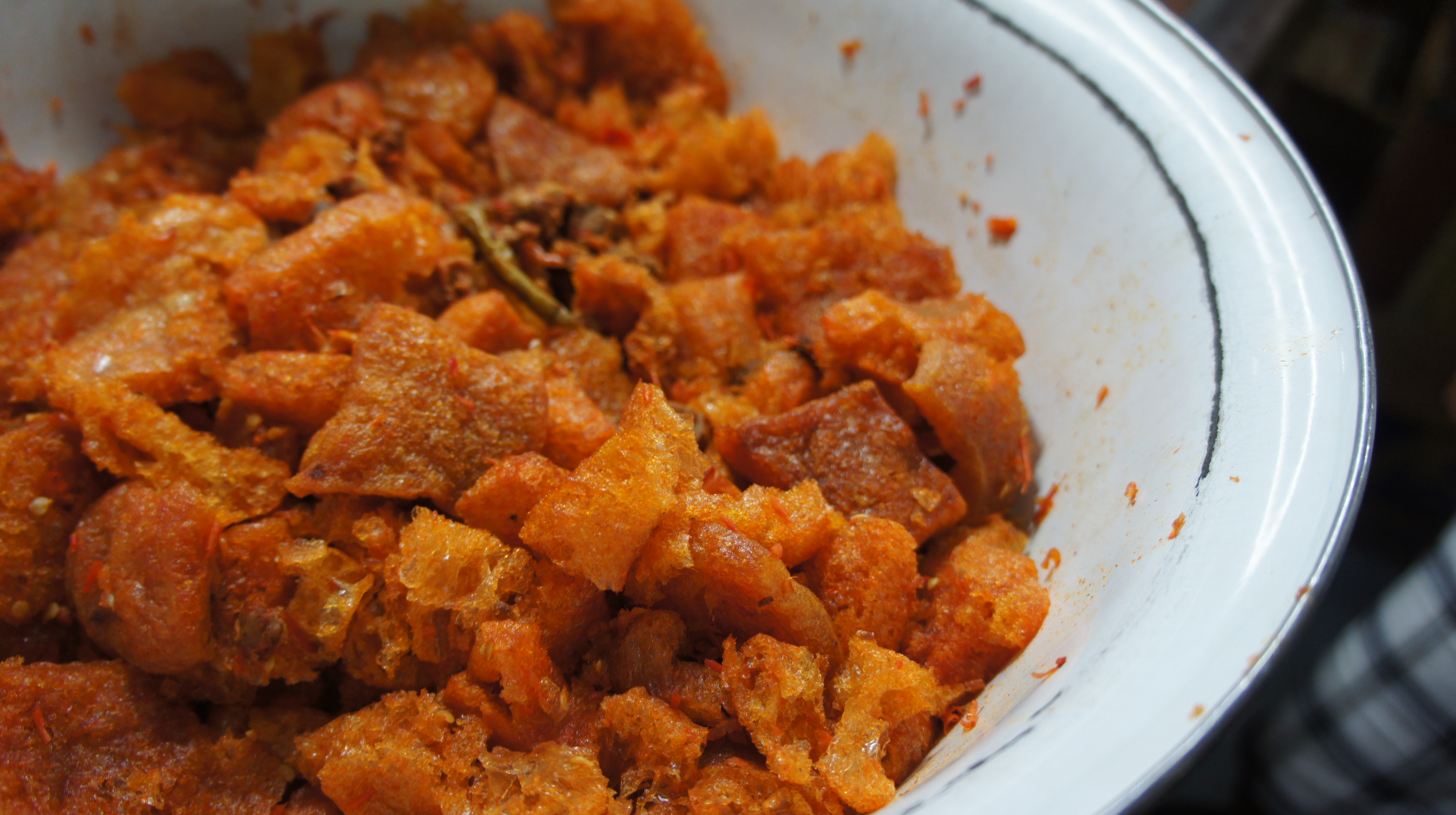
Platillo de krechek servido en Yogyakarta.

Krechek o krecek o sambal goreng krechek es un guiso tradicional picante a base de piel de vaca propio de la zona de  Yogyakarta, Java Central, Indonesia. Tradicionalmente se lo prepara con la parte interna suave de la piel del ganado (vaca o búfalo de agua), son embargo la receta actualmente más común utiliza rambak o krupuk kulit (crocantes de piel de vaca que se comercializan en supermercados).
Los crocantes rambak son cocidos en un guiso a base de leche de coco, con papas cortadas en dados y porotos de soja fritos. El guiso se mezcla con bumbu (mezcla de especias) con abundante pimientos rojos. Como la piel de los crocantes absorbe la leche de coco y las especias, los crocantes se ablandan. El krechek tiene una textura suave y húmeda con un sabor fuerte y picante y de color rojo-anaranjado.En algunas recetas se le agrega hígado de res como por ejemplo en sambal goreng hati krecek, mientras que en otras se agregan dados de tofu.

## Presentación
El krechek se sirve acompañado de arroz  blanco hecho al vapor. A menudo es servido como un acompañamiento, parte de nasi gudeg, nasi campur o nasi uduk set.

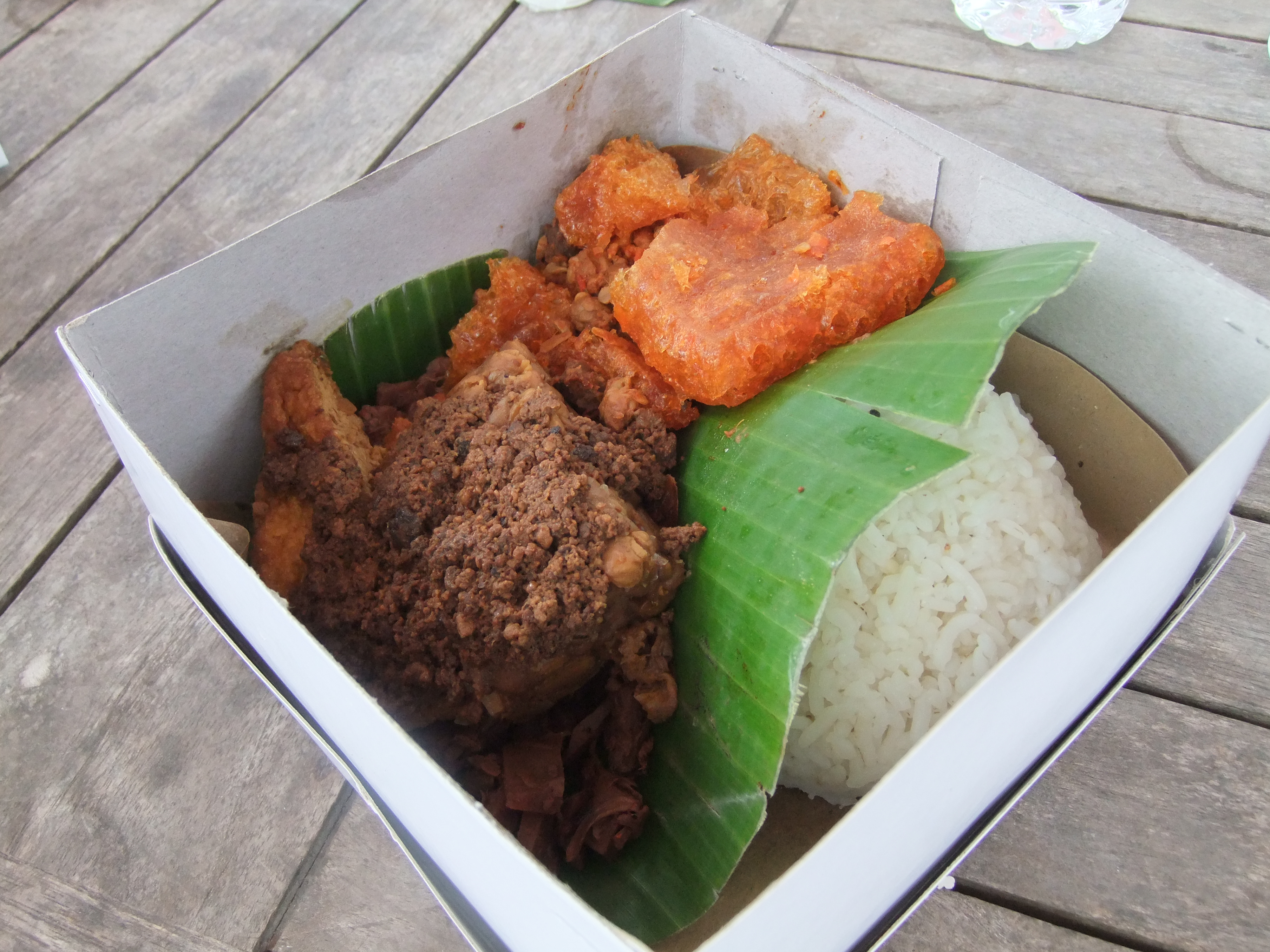
Krechek formando parte de nasi gudeg
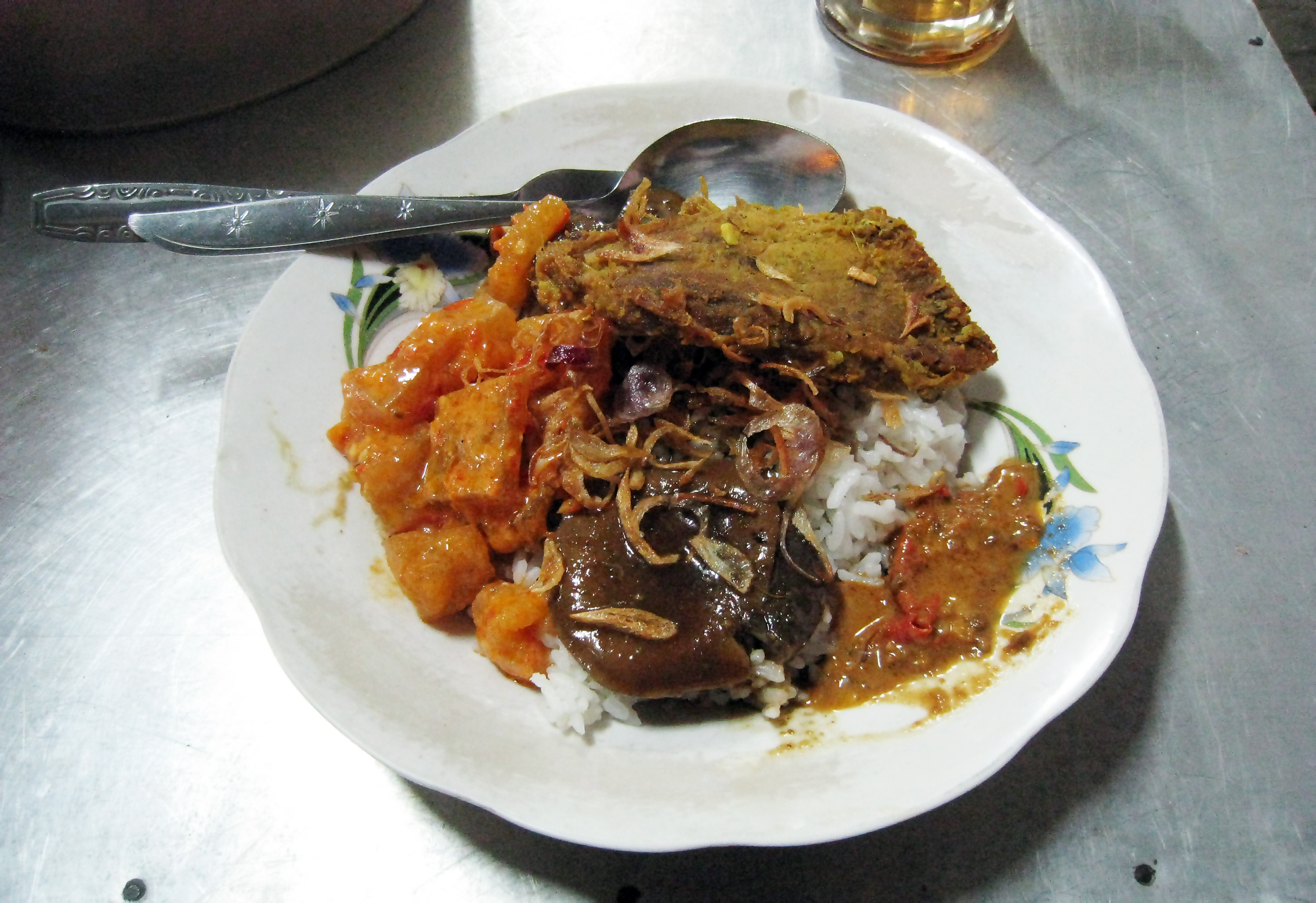
Krechek formando parte de nasi uduk